# Шляхова, Ольга Васильевна
Ольга Васильевна Шляхова (род. 8 апреля 1976, Харьков, УССР, СССР) — украинская баскетболистка, выступавшая в амплуа центровая. Чемпионка Европы по баскетболу в 1995 году.

## Биография
Шляхова Ольга воспитанница Харьковской ДЮСШ № 2. С 1994 года выступала за один из сильнейших клубов Украины киевское «Динамо», где становилась двукратной чемпионкой Украины.
В 1995 году она была в составе «золотой» сборной Украины на чемпионате Европы в Чехии, отыграв 5 матчей. Участница Олимпийских игр 1996 года.
В 2000 году она решила попробовать свои силы в Европе и уже в первом же сезоне она становится победителем чемпионата Словакии, затем игры в венгерском и турецком первенстве, а в 2004 году она подписывает контракт с новосибирским клубом «Динамо-Энергия». По итогам сезона 2004/2005 Ольга сыграла в 22 матчах, набрав в среднем 8,8 очков за игру, 7,4 подбора и 1,1 результативных передач. В следующем сезоне она переходит в оренбургскую «Надежду», где в 2007 году закончила карьеру баскетболистки.

### Статистика выступлений за сборную Украины (средний показатель)
| Сборная   | Сезон | Место | Чемпионат | Чемпионат | Чемпионат | Чемпионат |
| Сборная   | Сезон | Место | Игр       | Очк       | Подб      | Перед     |
| --------- | ----- | ----- | --------- | --------- | --------- | --------- |
| ЧЕ        | 1995  | 1     | 5         | 3,4       | 3,6       | 0         |
| Олимпиада | 1996  | 4     | 6         | 5,7       | 4,2       | 0,5       |

## Достижения
- Чемпион Европы: 1995
- Чемпион Украины: 1995, 1996
- Серебряный призёр чемпионата Украины: 1997
- Бронзовый призёр чемпионата Украины: 1999
- Чемпион Словакии: 2001
- Обладатель Кубка Словакии: 2001
- Полуфиналист кубка Ронкетти: 2002
- Бронзовый призёр чемпионата Венгрии: 2002
- Серебряный призёр чемпионата Турции: 2004